# Tenjonagara (Sucinaraja)
Tenjonagara is een bestuurslaag in het regentschap Garut van de provincie West-Java, Indonesië. Tenjonagara telt 3344 inwoners (volkstelling 2010).